# Christelle Lechevalier
Pour les articles homonymes, voir Lechevalier.
Christelle Lechevalier, née le 27 septembre 1968, est une femme politique française. En tant que membre du Front national, elle est députée européenne de 2017 à 2019.

## Biographie
Christelle Lechevalier naît le 27 septembre 1968 à Falaise (Calvados).
En 1988, elle commence à militer pour le Front national (FN), devenu Rassemblement national (RN) en 2018. Elle est responsable commerciale dans une entreprise industrielle.
Elle revient au FN après l'élection de Marine Le Pen à sa présidence, en 2011. Lors des élections municipales de 2014, elle est élue conseillère municipale de Giberville, mais le scrutin est annulé par le tribunal administratif de Caen après la formation d'un recours par sept de ses colistiers estimant avoir été inscrits sur la liste FN contre leur volonté,.
À la suite des élections régionales de 2015, elle devient conseillère régionale de Normandie. Elle est également secrétaire départementale du FN dans le Calvados.
Le 19 juin 2017, elle remplace Marine Le Pen au Parlement européen après l'élection de celle-ci à l'Assemblée nationale. Franck Briffaut était le suivant de la liste FN, mais il a préféré se consacrer à ses mandats locaux, laissant donc le siège à Christelle Lechevalier,. Elle ne figure pas sur la liste du RN aux élections européennes de 2019, ce qui conduit à son départ du Parlement européen.
Elle quitte le RN en mai 2021, critiquant l’idée selon laquelle l’islam serait « compatible avec la République » (propos de Marine Le Pen) et le manque d'opposition du parti à la PMA-GPA. Elle n’est pas candidate sur la liste du parti aux élections régionales du mois suivant, perdant ainsi son mandat de conseillère régionale.